# Fernando Estrada Sámano
Fernando Estrada Sámano (Morelia, Michoacán, 28 de diciembre de 1941-Ciudad de México, 15 de diciembre de 2016). Fue un político y diplomático mexicano, miembro del Partido Acción Nacional, se desempeñó como embajador de México ante la Santa Sede, Suecia y Paraguay.
Fernando Estrada Sámano era Licenciado en Filosofía egresado del Instituto Tecnológico y de Estudios Superiores de Occidente, tenía además estudios de posgrado en Letras Clásicas, Ciencias Políticas y Filosofía Política en la Universidad de Fordham, la Universidad de Columbia y la Gutenberg Universität; se desempeñó como profesor de tiempo completo en el Instituto Tecnológico Autónomo de México.
Miembro del PAN desde 1958, participó en la campaña presidencial de ese año encabezada por Luis H. Álvarez, candidato a diputado federal en 1970, en 1973 fue candidato a diputado federal por el XXIII Distrito Electoral Federal del Distrito Federal, no obtuvo el triunfo, pero resultó elegido diputado de partido a la XLIX Legislatura de ese año a 1976 durante la cual desempeñó la vicepresidencia de la Cámara de Diputados, además fue miembro del comité ejecutivo nacional del PAN de 1971 a 1978 y de 1996 a 2001. En 1991 fue elegido diputado federal plurinominal a la LV Legislatura que finalizó en 1994, ocupando durante la misma la secretaría de la Comisión de Educación.
En 1992 fue candidato del PAN a gobernador de Michoacán en las elecciones de ese año en que se enfrentó a Cristóbal Arias Solís del PRD y Eduardo Villaseñor Peña del PRI y que fueron sumamente conflictivas y en cuyos resultados oficiales ocupó el tercer lugar. En 2001 fue designado embajador de México ante la Santa Sede, permaneciendo en el cargo hasta 2003, en 2004 fue nombrado para el mismo cargo en Suecia hasta 2006; fungió como cónsul general de México en Boston de 2008 a 2011, y en 2011 fue nombrado Embajador en Paraguay. El 24 de junio de 2012 fue llamado a consultas por la Secretaría de Relaciones Exteriores como consecuencia de la destitución del presidente paraguayo Fernando Lugo durante la Crisis política en Paraguay de 2012.